# Louis Alexis Beaudemoulin
Louis Alexis Beaudemoulin (Parigi, 24 dicembre 1790 – Parigi, 25 giugno 1877) è stato un ingegnere francese.

## Biografia
Si laureò in ingegneria all'École polytechnique nel 1809, e divenne allievo ingegnere dei ponti e delle strade nel 1811. Nel 1817 venne nominato ingegnere dei ponti e delle strade e destinato al dipartimento dell'Aude (Castelnaudary).
Tra il 1821 e il 1826, venne assegnato ai lavori del canale Rodano-Reno, per il quale realizzò importanti opere.
Nel 1828, dopo un breve soggiorno nei dipartimenti dei Tarn, Sarthe e Eure, venne destinato al servizio del canale di Berry.
Nel 1832, venne incaricato per dei lavori a Tours relativi alla navigazione sul fiume Cher e destinato ai servizi ordinari del dipartimento di Indre e Loira.
Tre anni dopo, divenne responsabile dei lavori di restauro del ponte Wilson a Tours e degli studi di navigazione sul Vienne e sul Creuse, notando un movimento significativo nel IX, X e XI arco, con uno sversamento a valle, del ponte di Tours e ne dedusse che era dovuto ad un vuoto sotto le piattaforme dei cassoni.
Propose quindi un metodo per riparare le fondamenta mediante iniezioni ed attuò il consolidamento dei tre piloni.
Nel 1844, venne incaricato della costruzione della ferrovia da Tours a Châtellerault, dirigendo i lavori, in particolare per la creazione della stazione di Tours e la costruzione dei ponti per l'attraversamento di Cher, Indre e Creuse a Port-de-Piles.

## Opere
- Recherches théoriques et pratiques sur la fondation par immersion des ouvrages hydrauliques, et particulièrement des écluses, 1829
- Recherches théoriques et pratiques sur la Fondation par Immersion des Ouvrages hydrauliques, et particulièrement des Écluses, 1831
- Mémoire relatif à la navigation des rivières et description d'un nouveau système de barrage et d'écluse devant procurer une canalisation complète, 1832
- Considérations administratives sur les ponts et chaussées, les chemins vicinaux, l'organisation départementale et la police du roulage, 1833
- Sur quelques procédés, outils et machines, etc, employés à la construction des radiers en béton du pont de Tours, 1844
- La guerre s'en va, 1850
- Assainissement de Paris: état de la question, 1855
- Assainissement de Paris. Applications agricoles, 1856
- Hygiène publique. Assainissement. Londres et Paris, 1858